# Tao Jiaying
Tao Jiaying (陶嘉莹T; Heilongjiang, 15 aprile 1993) è una pattinatrice di short track cinese.

## Palmarès
- Mondiali

Mosca 2015: argento nella staffetta 3000 m;
- Universiade

Trentino 2013: oro nei 1500 m; bronzo nei 1000 m;